# Mesostigmatophyceae
Classe
La classe des Mesostigmatophyceae est une classe d'algues vertes de la division des Charophyta. 

## Liste des ordres
Selon AlgaeBase (2 mai 2013) :
- ordre des Mesostigmatales Marin & Melkonian

Selon NCBI (2 mai 2013) :
- ordre des Mesostigmatales
  - famille des Mesostigmataceae

Selon ITIS (2 mai 2013) et World Register of Marine Species (2 mai 2013) :
- ordre des Chaetosphaeridiales (en)
- ordre des Mesostigmatales